# ウクライナ公共放送局
The JSC National Public Broadcasting Company of Ukraine（宇: ПАТ "Національна суспільна телерадіокомпанія України")、通称ススピーリネ（宇: Суспільне Україна)、（以前の名称はUA:PBC）は、ウクライナ公共放送局である。2017年1月19日に登録された同社はリニューアルした形で、3つのテレビと4つのラジオのチャンネルにコンテンツを提供している。
1995年から2017年まで、前身はウクライナ国営テレビ局（NTU）と呼ばれていた（宇: Національна Телекомпанія України)。ラジオウクライナは独立会社であったが、NTUと合併してウクライナ初の公共放送局となった。
（1920年から1991年8月24日のウクライナ独立宣言まで、ウクライナはソ連の一部であった。)　ウクライナでのラジオ放送は1924年にハルキウで始まり、1928年には全国的なラジオネットワークが開始された。 (ソ連の初期、1919年12月から1934年1月まで、ハルキウがウクライナの首都であり、その後首都はキーウに移された。) 1965年に、ウクライナ初の全国テレビ局「ウクライナテレビ」（Ukraiinske Telebachennia、UT）が設立された。
放送局は2019年12月5日に「ススピーリネ」にブランド名を変更し、2022年5月23日に新しいブランド・アイデンティティが発表された。

## 概要
ウクライナ公共放送会社の株式は100％国有である。領土の97%以上をカバーする唯一のテレビチャンネルであり、唯一の国有テレビチャンネルである「Pershyi」を運営している。番組はウクライナ社会のあらゆる階層と少数民族を対象としている。
同社のラジオ部門であるラジオウクライナは、国内最大のラジオネットワークであり、ウクライナ全土でFM（24州、192の行政区画をカバー）とAM、衛星、ケーブルネットワークで放送しており、ウクライナで最も人気のあるニュースとトークのラジオ局である。
Pershyiは、広報、大衆科学、文化、娯楽、スポーツなどを発信している。視聴率の点で、民間のライバルチャンネルすべてに大きく遅れをとっている。ウクライナ国営テレビ局 (NTCU) は、2009年に公共テレビ局に変更された。「Pershyi」「第2チャンネル」「ユーロニュース・ウクライナ」「ウクライナと世界」など、いくつかのチャンネルで構成されていた。2014年、この放送局を政府から独立させる新法が可決された。2015年にウクライナ公共放送会社が設立され、ラジオウクライナを合併し、2017年1月19日に正式登録された。
2025年1月20日、Suspilneのトップ交代に合わせて、国際協力機構（JICA）は放送局に屋外中継車とその他の機材を寄贈した。

## テレビ
現在、Suspilne TV ネットワークは次のように構成されている：

### 全国放送
- Pershyi ("第1チャンネル")[7]
- Suspilne Sport（ウクライナ語版）[8]
- Suspilne Kultura[9]

### 地方局 ("第2チャンネル" ネットワーク)
- Suspilne Crimea (クリミア自治共和国[10]、Astra 4A（英語版）衛星でも受信可能)
- Suspilne Cherkasy (formerly Ros) (チェルカースィ州)[11]
- Suspilne Chernihiv (formerly Siver) (チェルニーヒウ州)[12]
- Suspilne Chernivtsi (formerly Bukovina) (チェルニウツィー州)[13]
- Suspilne Donbas (formerly DoTB in Donetsk Oblast and LOT in Luhansk Oblast) (ドネツィク州とルハーンシク州)[14]
- Suspilne Dnipro (formerly 51) (ドニプロペトロウシク州)[15]
- Suspilne Ivano-Frankivsk (formerly Karpaty) (イヴァーノ＝フランキーウシク州)[16]
- Suspilne Kharkiv (formerly OTB) (ハルキウ州)[17]
- Suspilne Kherson (formerly Skifiya) (ヘルソン州)[18]
- Suspilne Khmelnytskyi (formerly Podillya-Centr) (フメリニツキー州)[19]
- Suspilne Kyiv (formerly Centralnyi Kanal) (キーウとキーウ州)[20]
- Suspilne Kropyvnytskyi (formerly Kirovohrad) (キロヴォフラード州)[21]
- Suspilne Lviv (formerly TRC Lviv) (リヴィウ州)[22]
- Suspilne Mykolaiv (formerly Mykolaiv) (ムィコラーイウ州)[23]
- Suspilne Odesa (formerly ODT) (オデッサ州)[24]
- Suspilne Poltava (formerly Ltava) (ポルタヴァ州)[25]
- Suspilne Rivne (formerly RTB) (リウネ州)[26]
- Suspilne Sumy (スームィ州)[27]
- Suspilne Ternopil (formerly TTB) (テルノーピリ州)[28]
- Suspilne Vinnytsia (formerly Vintera) (ヴィーンヌィツャ州)[29]
- Suspilne Lutsk (formerly Nova Volyn) (ヴォルィーニ州)[30]
- Suspilne Uzhhorod (formerly UA:Zakarpattia, Tysa-1) (ザカルパッチャ州)[31]
- Suspilne Zaporizhzhia (formerly Zaporizhzhia) (ザポリージャ州)[32]
- Suspilne Zhytomyr (formerly Zhytomyr) (ジトーミル州)[33]

## ラジオ
Suspilneは、ラジオ・ウクライナ（第一チャンネル、UR-1）、ラジオ「プロミン」、ラジオ「カルチャー」、「ラジオ・ウクライナ・インターナショナル」の3つの国内、1つの国際ラジオチャンネルで放送している。地域支局は、第1チャンネルの放送スケジュールに放送枠を持っている。2017年以来、ウクライナラジオのゼネラルプロデューサーはドミトロ・ホルキンである。
Suspilneのウクライナラジオ局は、同社の下位部門であり、4つの放送チャンネル、ラジオと録音用のスタジオ、および５つの放送楽団を統合している。
ラジオ・ウクライナは、ウクライナ全土の FM、AM、衛星、ケーブルテレビ ネットワークで放送している。また、Androidおよび iOS用のモバイル アプリ suspilne.radio もある。

### ラジオチャンネル
- ラジオ・ウクライナ – ウクライナ公共ラジオの第1チャンネル。ウクライナで最も人気のあるニュースとトークのラジオ局。また、国内最大のFMラジオネットワーク（24州に192行政区画）[6]
- Radio Promin（ウクライナ語版） – ウクライナ公共ラジオの第2チャンネル。音楽とトークのラジオ局
- Radio Culture（ウクライナ語版） – ウクライナ公共ラジオの第3チャンネル。文化と教育のラジオ局.
- ラジオ・ウクライナ・インターナショナル – 英語および他の言語による国際ラジオサービス (ポーランド語, ベラルーシ語, スロバキア語, ハンガリー語, ルーマニア語,およびブルガリア語)

### スタジオ複合施設
- ウクライナラジオハウスは、キーウのフレシチャーティク通り26番地にあるスタジオ複合施設。ウクライナラジオの4つのチャンネルの放送センター[35]。
- ラジオウクライナ・レコーディングハウス（英語版）は、キーウにあるコンサート会場とスタジオの複合施設。大規模なオーケストラや合唱団の録音が可能で、ヨーロッパでも最大級である[36]。ウクライナラジオ所属楽団のリハーサルやコンサートの会場としても機能する。

### 所属楽団
主な任務は、公共ラジオ局で放送するためのストック録音の作成と、国の文化促進。以下の楽団が Suspilne に所属している。
- ウクライナ放送交響楽団（英語版）
- Ukrainian Radio Capella Choir
- Ukrainian Radio Folk Music Orchestra
- Ukrainian Radio Big Children's Choir
- Ukrainian radio Trio of Bandurists

## 経営陣
en:Suspilne#Managersを参照

## ロゴ

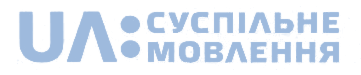
2015–2017
2017–2020
2020–2022
2020–2022, English version